# Carl Edwards, Jr.
Pour le coureur automobile, voir Carl Edwards.
Carl Fleming Edwards, Jr. (né le 3 septembre 1991 à Newberry, Caroline du Sud, États-Unis), précédemment connu sous le nom de C. J. Edwards, est un lanceur de relève droitier des Nationals de Washington de la Ligue majeure de baseball.

## Carrière
Carl Edwards est repêché par les Rangers du Texas au 48e tour de sélection en 2011. Il commence sa carrière professionnelle en 2012 dans les ligues mineures avec un club affilié aux Rangers. Il amorce la saison 2013 avec un autre club affilié des Rangers, mais la termine avec un club-école des Cubs de Chicago. En effet, les Rangers échangent Edwards aux Cubs le 22 juillet 2013 avec le joueur de premier but Mike Olt et les lanceurs droitiers Justin Grimm et Neil Ramirez, en retour du lanceur droitier Matt Garza.
Baseball America classe Edwards au 28e rang de sa liste annuelle des 100 meilleurs joueurs d'avenir au début 2014, et il apparaît sur ce classement pour la seconde fois, cette fois en 38e place, un an plus tard.
À l'origine un lanceur partant, Carl Edwards est converti en lanceur de relève en 2015 dans les ligues mineures,. En juillet 2015, il participe au match des étoiles du futur à Cincinnati.
Carl Edwards fait ses débuts dans le baseball majeur le 7 septembre 2015 avec les Cubs de Chicago, comme lanceur de relève dans un match face aux Cardinals de Saint-Louis, lançant une manche sans accorder de point dans une victoire de 9-0.